# François Bidel

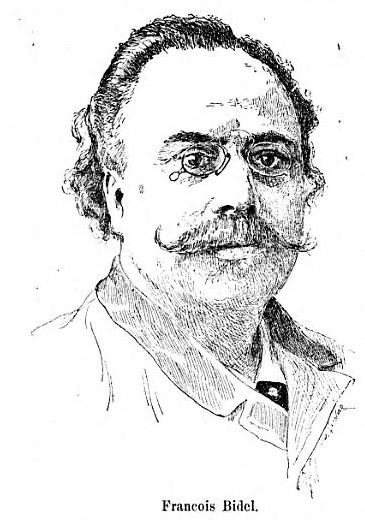
François Bidel

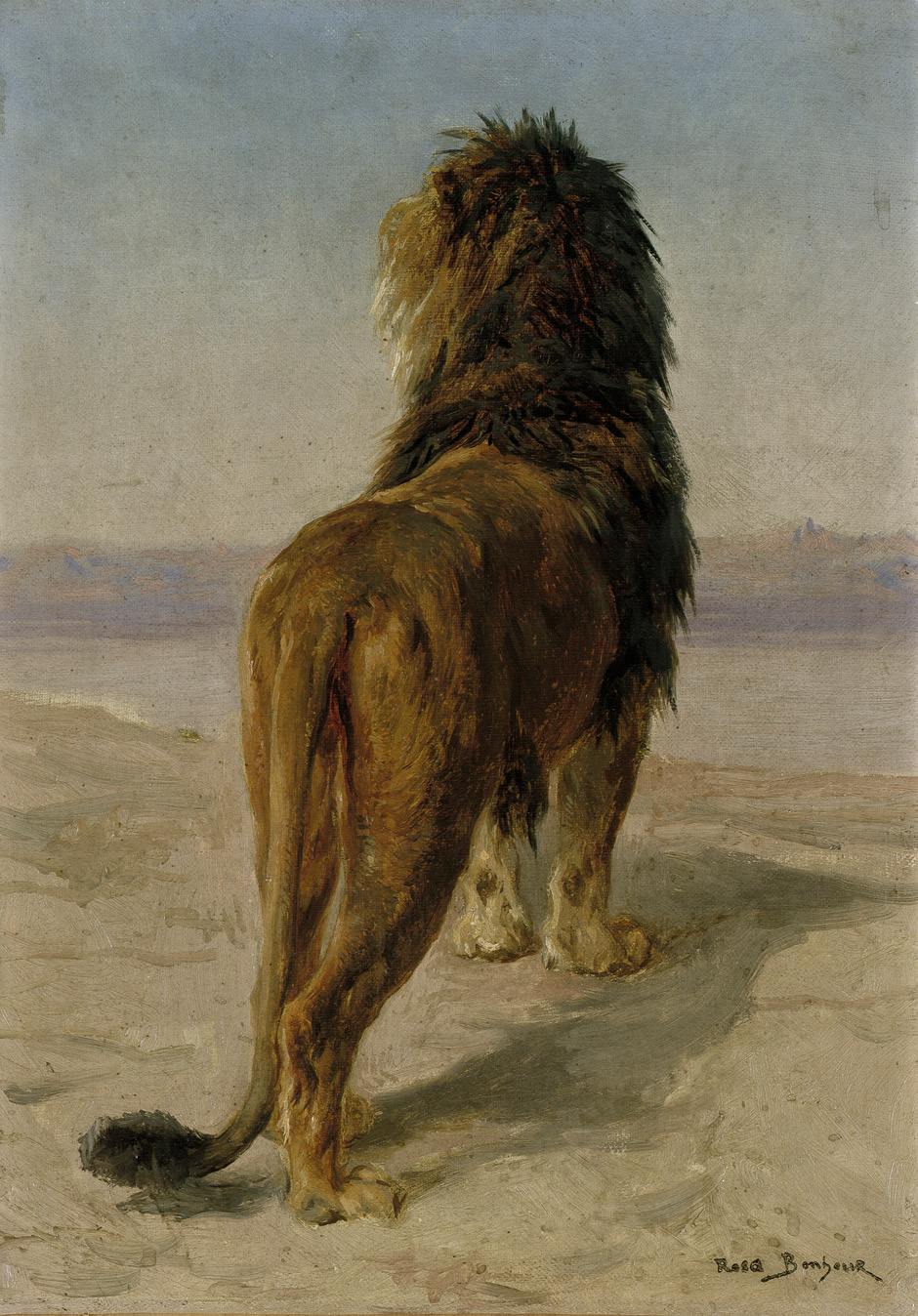
Eines der Löwenbilder von Rosa Bonheur

Jean Baptiste François Bidel (* 23. Oktober 1839 bei Rouen; † 24. Dezember 1909 in Asnières-sur-Seine) war ein französischer Tierbändiger und Menageriebesitzer.

## Leben
François Bidel war der Sohn eines Schaustellers aus der Normandie. Seine Schwester Jeanne Pauline trat später unter dem Namen Pauline de Bigorre auf und präsentierte Wölfe und Hyänen. Im Alter von fünf Jahren verlor Bidel seinen Vater durch einen Unfall und wurde bei einem Onkel untergebracht, nachdem seine Mutter sich wieder verheiratet hatte. Nach dem Ende seiner Schulzeit lernte François Bidel, wohl bei seinem italienischen Stiefvater Opilio oder Upilio Faimali, ab dem Alter von 14 Jahren den Umgang mit wilden Tieren. Nachdem dieser Stiefvater auf Bidels Erfolge eifersüchtig zu werden begonnen hatte, brannte der Sechzehnjährige durch. Er arbeitete zunächst bei einem reisenden Zahnreißer als Pferdepfleger und Trommelschläger, brachte sich dann als Handlungsgehilfe und Liebhaber der Witwe eines Spezereiwarenkrämers durch und wurde schließlich Ausrufer eines wandernden Wachsfigurenkabinetts. Schließlich wechselte er wieder in sein angestammtes Genre und begann bei einer Menagerie zu arbeiten. Seinem eigenen Bericht nach wurde er berühmt, indem er einen ausgebrochenen Königstiger in Bayonne wieder einfing und in seinen Käfig zurücktrug. Bidel präsentierte sich vor allem in Südfrankreich und Italien. König Vittorio Emanuele II., der mehrfach die Menagerie besuchte, lud Bidel einmal zum Frühstück ein und ließ sich dessen Lebensgeschichte erzählen. Nachdem Bidel in Rom einem Diener, der in einen Löwenkäfig geraten war, noch das Leben retten konnte, obwohl der Käfiginsasse bereits begonnen hatte, den Arm des Mannes aufzufressen, verlieh ihm der König eine Tapferkeitsmedaille. 1878 stellte Bidel seine Menagerie in Paris aus und wurde dadurch zum Millionär.
In Bidels Menagerie machte Rosa Bonheur Löwenstudien. Die Tragödin Roselia Roussel deklamierte innerhalb des Löwenkäfigs, während Bidel die Tiere in Schach hielt, eine Ballade mit dem Titel Der Tod des Löwen. Es kam in Mode, in Gesellschaft François Bidels den Löwenkäfig zu betreten. Nachdem er während einer Vorführung im Käfig einen leichten Schlaganfall erlitten hatte, trennte sich Bidel von seinen Tieren und zog sich auf ein Anwesen in Nizza zurück.
Eine Straße in der Nähe wurde nach ihm benannt. Außer dem Besitz in Nizza gehörte ihm auch eine Villa in Asnières, deren Esszimmer mit einigen Löwenbildern von Rosa Bonheur geschmückt war.
Bidels Kinder aus seiner Ehe mit Marie Lécuyer entschieden sich für andere Berufe.
1888 erschienen in Paris François Bidels Memoiren unter dem Titel Les Mémoires D'un Dompteur (Erinnerungen eines Tierbändigers). Die Illustrationen stammten von Paul Cousturier. Bidel gilt als einer der Initiatoren der Sozialversicherung für Schausteller in Frankreich.